# Batrachoides waltersi
Batrachoides waltersi е вид лъчеперка от семейство Batrachoididae. Видът не е застрашен от изчезване.

## Разпространение и местообитание
Разпространен е в Гватемала, Коста Рика, Мексико, Никарагуа, Панама, Салвадор и Хондурас.
Среща се на дълбочина от 0,2 до 154 m.

## Описание
На дължина достигат до 29,2 cm.